# Costa Fascinosa
Costa Fascinosa er et krydstogtskib, der blev bestilt i oktober 2007 af Costa Crociere.

## Historie
Costa Fascinosa er søsterskib til Costa Favolosa og blev bestilt i oktober i 2007 som en del af planen for Costa Cruises. Det blev bygget på skibsværfter i Fincantieri nær Marghera, Venedig, og blev sat i drift den 5 maj 2012. 
Navnene på de to skibe blev udvalgt gennem en konkurrence. Valget af navnene blev styret af omkring 40.000 rejsebureauer i over 40 lande, som har afgivet mere end 16.000 par af mulige navne til de to skibe. Efter at 25 par navne er blevet offentliggjort på hjemmesiden af World Coast, hvor de besøgende blev opfordret til at vælge deres foretrukne par. Mere end 42.000 muligheder blev det til. De endelige resultater er de vindende navne "Fabulous" og "fascinerende".

## Om skibet
Costa Fascinosa har kostet 510,000,000 euro, og er et af de største skibe i flåden af i alt 14 skibe, og dermed også et af de største krydstogtskibe fra Italien. Det er 290 meter langt, 35,5 meter bredt, har 4 boblebade / jacuzzier, 5 traditionelle pools, og et lille vandland for børn.. Skibet har 52 suiter, 1.000 værelser med balkon, og 45 værelser med privat balkon. Der er også et rum med arkademaskiner, et teater , en 4D biograf, sauna, spa / wellness område, 12 barer og 5 restauranter.
Skibet vejer 114,500 tons bruttotonnage, og kan transportere op til 3.800 passagerer i 1.508 kahytter.
Der er i alt 13 etager for passagerer, og hver især har navnet på en person i en opera eller en film:
- Dorothy
- Butterfly
- Tosca
- Turandot
- Carmen
- Marlene
- Zhivago
- Tancredi
- Aida
- Guild
- Gradisca
- Rigoletto
- Irma

## Søsterskibe
- Costa Favolosa
- Costa Serena
- Costa Pacifica
- Costa Concordia